# Bolków (stacja kolejowa)
Bolków – stacja kolejowa w Bolkowie, w województwie dolnośląskim, w Polsce.